# Gornji Gajtan
Gornji Gajtan (izvirno srbsko Доњи Гајтан) je naselje v Srbiji, ki upravno spada pod Občino Medveđa; slednja pa je del Jablaniškega upravnega okraja.

## Demografija
V naselju, katerega izvirno (srbsko-cirilično) ime je Доњи Гајтан, živi 130 polnoletnih prebivalcev, pri čemer je njihova povprečna starost 53,5 let (49,1 pri moških in 57,6 pri ženskah). Naselje ima 61 gospodinjstev, pri čemer je povprečno število članov na gospodinjstvo 2,33.
To naselje je, glede na rezultate popisa iz leta 2002, večinoma srbsko, a v času zadnjih treh popisov je opazno zmanjšanje števila prebivalcev.
|  |

| Demografija | Demografija     | Demografija     |
| Leto        | Št. prebivalcev | Št. prebivalcev |
| ----------- | --------------- | --------------- |
|             |                 |                 |
|             |                 |                 |
|             |                 |                 |
|             |                 |                 |
| 1948        | 489             |                 |
| 1953        | 585             |                 |
| 1961        | 526             |                 |
| 1971        | 389             |                 |
| 1981        | 315             |                 |
| 1991        | 160             | 156             |
| 2002        | 142             | 142             |
|             |                 |                 |

| Etnična sestava po popisu iz leta 2002 | Etnična sestava po popisu iz leta 2002 | Etnična sestava po popisu iz leta 2002 | Etnična sestava po popisu iz leta 2002 | Etnična sestava po popisu iz leta 2002 |
| -------------------------------------- | -------------------------------------- | -------------------------------------- | -------------------------------------- | -------------------------------------- |
| Srbi                                   | Srbi                                   |                                        | 130                                    | 91,54%                                 |
| Črnogorci                              | Črnogorci                              |                                        | 9                                      | 6,33%                                  |
| Neznano                                | Neznano                                |                                        | 2                                      | 1,40%                                  |